# Benjamin Alexander Scott
Pour les articles homonymes, voir Scott.
L-C Benjamin Alexander Scott (1859-1928), était un industriel et homme d'affaires canadien ayant joué un rôle majeur dans le développement du Saguenay-Lac-Saint-Jean, au tournant du XIXe siècle et du XXe siècle. Il a notamment œuvré dans les secteurs de l'industrie forestière, du développement énergétique et industriel, des transports, du tourisme, dans l'organisation économique et politique de la région ainsi que dans la milice régionale.

## Biographie
Né en 1859, B.A. Scott est le fils d'un important dirigeant de la compagnie Price, James George Scott. Travaillant en 1879 auprès de son père dans une scierie située dans le bassin de la rivière Chicoutimi, il y acquiert son expérience et y développe son leadership.
En quelques années seulement, il forme le service des incendies de Chicoutimi, dirige le service des douanes et agit comme vice-consul du Danemark, de la Suède et de la Norvège. Il ouvre une scierie à Roberval avec la participation financière de James Gibb Ross (en) et Horace Jansen Beemer (en). Il est élu maire de la paroisse de Roberval de 1893 à 1905 et fait partie du conseil de comté de Lac-Saint-Jean-Ouest. En 1888, il construit l'hôtel Roberval, un vaste refuge de luxe comptant 257 chambres et l'Island House, un hôtel situé sur une île en bordure de la Grande Décharge, pour attirer les touristes, notamment les Américains à qui l'on vante ce paradis de la pêche qu'est le lac St-Jean. Il contribue également à l'érection du barrage de l'Isle-Maligne à Alma, avec la Quebec Developpement Co. dans les années 1920.
Il est l'un des fondateurs de la Société de rapatriement de Colonisation du Lac-St-Jean, de la Chambre de commerce du Saguenay et du journal Le Lac-St-Jean.
Il met sur pieds un réseau de communication terrestre par train (Compagnie de chemin de fer Québec-Lac-St-Jean, Compagnie de Chemin de fer Roberval-Saguenay, Compagnie de chemin de fer Alma-Jonquière, Compagnie générale du Port de Chicoutimi) et maritime (Bateaux: Le Péribonka, Le Mistassini, Le Colon, The Undine) qui ouvrent la région sur le continent et sur le monde.
Il fait également un apport considérable au régiment du Saguenay et est, dans la ville de Québec, l'un des plus ardents promoteurs de la préservation du site des Plaines d'Abraham.

## Toponymie
Pour honorer sa mémoire, le nom « B.A. Scott » a été octroyé a plusieurs lieux ou emplacements dans la région du Saguenay-Lac-Saint-Jean:
- Rue Scott, à Alma
- Mont B.A. Scott, dans le territoire non organisé de Lac-Ministuk
- Pointe Scott (et chemin de la Pointe-Scott), à Roberval